# Dragijevica
Dragijevica es un pueblo ubicado en la municipalidad de Osečina, en el distrito de Kolubara, Serbia.

## Superficie
Posee una superficie de 19,05 kilómetros cuadrados.

## Demografía
Hasta 2011 la población era de 532 habitantes, con una densidad de población de 27,93 habitantes por kilómetro cuadrado.